# Тертишніков Володимир Іванович
Володимир Іванович Тертишніков (або Тертишников; 22 серпня 1941 — 17 серпня 2022) — радянський і український вчений-правознавець, спеціаліст в галузі цивільного процесу. Кандидат юридичних наук (1972), професор (1992) та член-кореспондент Національної академії правових наук України (2002). З 1967 по 2015 рік працював у Харківському юридичному інституті, який пізніше був перейменований в Національний юридичний університет імені Ярослава Мудрого, де обіймав посади завідувача кафедри теорії держави і права (1974—1978), декана господарсько-правового факультету (1983—2007) та професора кафедри цивільного процесу (1991—2015). У 2012 році йому було присвоєно звання заслуженого професора цього вишу. Заслужений юрист РРФСР (1990).

## Життєпис
Володимир Тертишников народився 22 серпня 1941 року в селі Криворіжжя Міллеровського району Ростовської області РРФСР. Вищу освіту здобув у Харківському юридичному інституті, який закінчив у 1967 році. Закінчивши виш залишився працювати на кафедрі цивільного процесу, де став асистентом. З 1969 по 1972 рік навчався в аспірантурі на цій же кафедрі. У 1972 році в рідному виші під науковим керівництвом завідувача кафедри — доцента Миколи Васильченка захистив дисертацію на здобуття наукового ступеня кандидата юридичних наук за темою «Процесуальні засоби зміцнення радянської сім'ї у провадженнях про розірвання шлюбу» (рос. «Процессуальные средства укрепления советской семьи в производствах о расторжении брака»). Його офіційними опонентами при захисті цієї роботи стали професор Павло Заворотько і доцент Іван Середа. Ступінь кандидата юридичних наук була присвоєна йому в тому ж році. Через рік обійняв посаду доцента.
У 1974 році деякий час працював заступником декана нещодавно створеного факультету № 1 (слідчо-прокурорського) професора Рафаїла Павловського. Однак того ж року Тертишников був призначений завідувачем кафедри теорії держави і права. Цю посаду обіймав до 1978 року, коли повернувся на кафедру цивільного процесу, де знову став доцентом. Тоді ж він став заступником декана факультету № 2 (господарсько-правового) Володимира Тихого. У 1983 році Володимир Іванович сам очолив цей факультет. При цьому продовжував працювати на кафедрі цивільного процесу, де в 1991 році був підвищений на посаді до професора. У 2002 році був обраний членом-кореспондентом Академії правових наук України (з 2010 року — Національної).
Під час своєї науково-педагогічної кар'єри Володимир Тертишніков став науковим керівником у трьох кандидатів юридичних наук — Г. А. Світличної (1997), О. В. Рожнова (2000) і О. В. Шутенко (2003). У коло наукових інтересів професора Тертишникова входили наступні проблеми цивільного процесу: принципи, структура цивільного судочинства, форми перегляду судових рішень і захисту порушених цивільних прав, а також проблеми пов'язані з виконавчим провадженням. Він брав активну участь у законотворчій діяльності, був членом робочих груп, які розробляли проєкти законів України «Про державну виконавчу службу», «Про виконавче провадження» та «Про визнання та виконання в Україні рішень іноземних судів».
Продовжував працювати деканом факультету до 2007 року, а професором кафедри цивільного процесу — до 2015 року. Колеги характеризували його як «оптиміста з чуйним серцем», який володів такими якостями як «доброзичливість, інтелігентність, порядність, щирість поглядів, щире ставлення до людей і відповідальність». Помер у ніч на 17 серпня 2022 року.

## Науковий доробок
Володимир Іванович став автором і співавтором більш ніж 130 опублікованих наукових праць. Основними з яких вважаються:
- Защита семейных правоотношений в гражданском судопроизводстве (1976);
- Принципы гражданского-процессуального права (1991);
- Защита гражданских прав в суде (1998);
- Формы защиты и осуществления субъективных прав (1999, соавтор);
- Проблемы науки гражданского процессуального права (2002, соавтор);
- Гражданский процесс: курс лекций (1993, 2001, 2003—2008, 2012);
- Основы гражданского судопроизводства: учебно-практическое пособие (2011);
- Гражданский процесс Украины: Научно практическое пособие (2012, 2013);
- Комментарий Гражданского-процессуального кодекса Украины (1997, 1999, 2001—2010);
- Комментарий к Закону Украины «Об исполнительном производстве» (2001, 2002, 2003, 2005).

## Нагороди
Володимир Іванович був удостоєний наступних нагород і почесних звань:
- Орден «За заслуги» III ступеня (Указ Президента України від 9 грудня 2004 року № 1456/2004) — «за високий внесок у підготовку висококваліфікованих фахівців, багаторічну плідну наукову і педагогічну діяльність та з нагоди 200-річчя НЮАУ ім. Ярослава Мудрого»[13];
- Заслужений юрист РРФСР (1990)[5][4];
- Медаль «Ветеран праці» (1988)[5][4];
- Почесна грамота Кабінету міністрів України (2003)[5][4];
- Почесна грамота Президента республіки Тива (1994)[5][4];
- Нагрудний знак МОН України «Відмінник освіти»[5][4];
- Премія імені Ярослава Мудрого (2001)[5][4];
- Заслужений професор Національного університету «Юридична академія імені Ярослава Мудрого» (2012)[5].
- Орден Національного університету «Юридична академія імені Ярослава Мудрого» III ступеня (20 листопада 2012)[14].